# Болдырев, Михаил Фёдорович
Михаил Фёдорович Болдырев (1894—1939) — советский государственный деятель.

## Биография
Родился в октябре 1894 года в селе Архангельские Борки Задонского уезда Воронежской губернии (ныне Липецкого района Липецкой области) в крестьянской семье. Окончил в 1909 году Задонское городское училище.
В 1909—1910 годах «мальчик» в магазине. В 1910—1912 годах ученик конторщика, конторщик, приказчик в магазинах в Воронеже, Ельце, Ростове-на-Дону и Таганроге. В 1912—1915 годах станочник, вагонщик, камнелом на шахтах в Донбассе. В 1914 году арестован за участие в революционном движении, но сразу освобождён. В 1915 году окончил школу военных фельдшеров. В 1915—1917 годах старший фельдшер в царской армии.
Член РСДРП(б) с 1917 года. В 1917—1919 годах председатель Задонского уездного исполкома. Участник подавления восстания левых эсеров в Москве в 1918 году. В 1919—1922 годах член Воронежского губернского исполкома, председатель Острогожского уездного ревкома, член Воронежского губернского ревкома, секретарь и заместитель председателя Воронежского губернского исполкома. В 1922—1924 годах заместитель председателя Донского областного исполкома.
В 1924—1928 годах секретарь Совнаркома РСФСР.
В декабре 1928—1929 годах председатель Ярославского губернского исполкома. В 1929—1930 годах председатель Ярославского окружного исполкома. В 1930—1931 годах заместитель директора Ярославского резинового комбината.
В 1931—1932 годах секретарь Московского областного исполкома. В 1932—1937 годах заведующий Московским областным отделом здравоохранения.
В 1937—1938 годах народный комиссар здравоохранения СССР. Член ЦИК СССР 5 созыва, депутат Верховного Совета СССР 1 созыва.
Арестован 16 июля 1938 года. Осуждён и расстрелян 25 февраля 1939 года. Реабилитирован 9 апреля 1955 года.